# Monedas de euro de Letonia
El euro (EUR o €) es la moneda oficial de las instituciones de la Unión Europea desde 1999, cuando sustituyó al ECU, de los Estados que pertenecen a la eurozona y de los micro-Estados europeos con quienes la Unión tiene acuerdos al respecto. También es utilizado de facto en Montenegro y Kosovo. Las monedas de euro están diseñadas de tal manera que en su anverso muestran un diseño específico del Estado emisor mientras que en su reverso muestran un diseño común.
El 1 de enero de 2014, Letonia se convirtió en el decimoctavo país de la Unión Europea en adoptar el euro como moneda oficial, sustituyendo al lats letón. El 9 de julio de 2013, se había establecido la tasa de cambio irrevocable en 0,702804 lats letones = 1 euro.

## Diseño regular
Las monedas de euro letonas exhiben tres diseños diferentes, realizados por Guntars Sietiņš (monedas de 1 y 2 euros) y Laimonis Šēnbergs (resto). Todas las monedas llevan las 12 estrellas de la UE, el nombre del país y el año de acuñación. Inicialmente, tenían cuatro diseños diferentes ya que en la moneda de 2 euros aparecía el Monumento a la Libertad de Riga. Dichos diseños fueron hechos públicos en julio de 2006. Posteriormente, el Banco de Letonia divulgó los nuevos diseños para cumplir con las nuevas regulaciones de la UE.
| 0,01 €                         | 0,02 € | 0,05 €      |
| ------------------------------ | ------ | ----------- |
|                                |        |             |
| Escudo simplificado de Letonia |        |             |
| 0,10 €                         | 0,20 € | 0,50 €      |
|                                |        |             |
| Escudo completo de Letonia     |        |             |
| 1,00 €                         | 2,00 € | 2 € (canto) |
|                                |        |             |
| Retrato de una joven letona    |        |             |

## Cantidad de piezas acuñadas
Las monedas de euro de Letonia han sido acuñadas en otros países de la eurozona (en 2014, en la ceca de Baden-Württemberg (Alemania), dividida a su vez en las cecas de Karlsruhe y Stuttgart. En concreto, las de 2, 5, 20 y 50 céntimos de euro y las de 2 euros se acuñaron en Stuttgart; y las de 1 y 10 céntimos de euro y las de 1 euro, en Karlsruhe. Desde 2015, se acuñan en Stuttgart).
|      | €0.01 | €0.02 | €0.05 | €0.10 | €0.20 | €0.50 | €1.00 | €2.00 |
| ---- | ----- | ----- | ----- | ----- | ----- | ----- | ----- | ----- |
| 2014 | 120   | 80    | 50    | 40    | 35    | 25    | 30    | 20    |
| 2015 |       |       |       |       |       |       |       |       |

## Monedas conmemorativas en euro de Letonia
| Año  | Motivo                                                                            | Emisión | Imagen |
| 2014 | Riga, Capital Europea de la Cultura                                               |         |        |
| 2015 | La Cigüeña Negra                                                                  |         |        |
| 2015 | Presidencia Letona del Consejo de la Unión Europea                                |         |        |
| 2015 | Diseño común: 30º aniversario de la Bandera europea                               |         |        |
| 2016 | Sector Agrario Letón                                                              |         |        |
| 2016 | Región de Vidzeme                                                                 |         |        |
| 2017 | Región de Latgale                                                                 |         |        |
| 2017 | Región de Kurzeme                                                                 |         |        |
| 2018 | Región de Zemgale                                                                 |         |        |
| 2018 | / Diseño común: Centenario de la Fundación de los Estados Bálticos Independientes |         |        |
| 2019 | El Sol Naciente                                                                   |         |        |
| 2020 | Cerámica Latgaliana                                                               |         |        |
| 2021 | Centenario del reconocimiento 'de iure' de la República de Letonia                |         |        |
| 2022 | 100 años del establecimiento del Banco de Letonia                                 |         |        |
| 2022 | Diseño común: 35º aniversario del programa Erasmus                                |         |        |